# Crawford (Teksas)
Crawford – miasto w Stanach Zjednoczonych, w stanie Teksas, w hrabstwie McLennan.